# 黒澤ゆりか
黒澤 ゆりか（くろさわ ゆりか、1988年（昭和63年）10月14日 - ）は、日本の女優である。愛称はゆっか。千葉県出身。アービング所属。

## 来歴
2011年、プロカメラマンらが美女日本一を決める「フォトジェニックジャパンコンテスト2011」で凖グランプリに選ばれた。
2012年4月1日、「涙のエイプリルフール」（日本コロムビア）で歌手デビュー。作詞は「翼を下さい」の山上路夫、作曲は八代亜紀、ちあきなおみらを育てた鈴木淳という大御所に支えられ、“昭和歌謡”を歌った。
スカートめくりアプリ『PUFF!』のiPhone版が話題となり、adidas web CM「adizero vs MiniSkirt」のCMに出演。スカートふわりの人として活動中。

## 人物
- ロボットが好き。アニメや実写映画など、ロボットが登場する作品を好んで鑑賞している。特に『マクロスF』の話題になると止まらない。
- 愛車は大型高級SUVのハマー（スポーツ用多目車）[4]。
- 特技はスカートふわり、馬の馬体を見ること、乗馬、フットゴルフ、ゴルフ、日本舞踊、物真似、利き水、バレーボール。物真似はドラマ『ごくせん』の仲間由紀恵、ドラマ『ビバリーヒルズ高校白書』のキャサリンなどをレパートリーとする。
- 趣味は競馬、スケートふわりの写真を撮る。
- 好きなミュージシャンは中島みゆき、YUI、椎名林檎、島谷ひとみ、宇多田ヒカル、ゆず、コブクロ、リンキン・パーク[5]。
- 3歳下の弟がいる[6]。
- 愛犬はヨークシャー・テリアのティコ[2]。
- 将来は「井川遥さんのような女優になりたい」という[3]。

## 出演

### 映画
- ゆっきーな (SHORT SHORTS FILM FESTIVAL&ASIA 2010 presents)（2010年） - 沙織 役 [7]
- 乱暴者の世界（2010年10月9日 - 10月20日、シアターN渋谷） - 主演：林あゆみ 役

### テレビドラマ
- 水曜ミステリー9 山村美紗サスペンス 不倫調査員・片山由美 9「黒髪人形殺人事件」（2007年9月19日、テレビ東京/BSジャパン）
- チーム・バチスタ2 ジェネラル・ルージュの凱旋 第3話（2010年4月20日、フジテレビ）
- 木曜ドラマ ナサケの女〜国税局査察官〜（2010年10月21日 - 12月9日、テレビ朝日） - （ヤンキー）フウ 役
- ドラマ10 下流の宴（2011年5月31日 - 7月19日、NHK）
- シグナル 長期未解決事件捜査班 スペシャル（2021年3月30日、関西テレビ） - ホステス 役
- ダブルチート 偽りの警官 Season1 第1話（2024年4月26日、テレビ東京・WOWOW） - ホステス 役[8]

### アニメ
- pupa（2014年） - 有田三姉妹 役[9]
- ろんぐらいだぁす!（2016年） - 一ノ瀬弥生 役[10]

### バラエティ
- スパルタンMX（TOKYO MX） - 声優オーディション参加者。他の参加者の若狭みなと、臼井晴菜と共に「くすまさんしまい」というユニットを結成
- てれびらいだぁす!（2014年4月2日 - 、TOKYO MX）
- NEO決戦バラエティ キングちゃん（テレビ東京）
- モヤモヤさまぁ〜ず2（テレビ東京）
- 痛快TV スカッとジャパン（フジテレビ）
- ヤバイかスゴイか カミヒトエ!（2019年4月4日 - 、テレビ朝日）
- ノブナカなんなん？（2021年2月13日 - 、テレビ朝日） - ノブ-1グランプリ出場 → 初代王者MVP獲得

### その他のテレビ番組
- みんなのKEIBA（フジテレビ：2019年 - ） - スタジオゲスト
- 馬好王国〜UmazuKingdom〜（フジテレビ：2019年 - ） - スタジオゲスト
- 競馬BEAT（関西テレビ/東海テレビ/テレビ西日本：2019年 - ） - スタジオゲスト
- 中央競馬全レース中継（グリーンチャンネル：2013年 - ） - パドック進行
- 草野仁のGate J.プラス（グリーンチャンネル：2014年2月 - ） - アシスタント

### ラジオ番組
- YAMAMAN presents MUSIC SALAD FROM U-kari STUDIO（BayFM：2012年4月2日 - 2015年3月26日）[注 1]
- らじおらいだぁす!（HiBiKi Radio Station：2014年4月2日 - 6月25日）[11] - 番組内で放送されているサウンドドラマにも一之瀬弥生役で出演
- らじおらいだぁす! A&G出張版 〜つだけん・ゆきんこ・ゆっかの動画大作戦!〜（超!A&G+：2014年7月7日 - 2014年9月29日）[12]
- らじおらいだぁす!!〜津田健次郎・五十嵐裕美・黒澤ゆりかの動画大作戦!〜（超!A&G+：2015年10月5日 - 12月28日、HiBiKi Radio Station：2015年10月6日 - 12月29日）[13][14] - 超!A&G+のみ動画付き
- オレたちゴチャ・まぜっ!〜集まれヤンヤン〜（2017年7月8日 - 2018年4月14日、MBSラジオ） - ヤンヤンガールズ9期生
- 道の駅いちかわ（BayFM） - リポーター

### 舞台
- 黒革の手帖（2009年4月29日 - 4月25日、明治座） - ホステス 役
- D'TOT 2nd act「LAST SMILE」（2011年2月2日 - 2月7日、キンケロ・シアター） - ジーベック測量士・葉明霞（イェ・ミンシャー） 役
- コードギアス 反逆のルルーシュ 騒乱前夜祭（2012年4月7日 - 4月16日、かつしかシンフォニーヒルズ） - ミレイ・アッシュフォード 役
- HYBRID PROJECT Vol.9「ウォルター・ミティにさよなら（再演）」（2012年10月20日 - 21日、サンリオピューロランド内ディスカバリーシアター / 2012年10月26日 - 11月3日、横浜相鉄本多劇場） - 裕子 役[15]
- 戦国降臨ガール・R（2014年10月 - 11月、六行会ホール） - 雪蘭 役
- Hi!sun.第六作目「飼いならされた、世界の中で」（2019年5月15日 - 19日、千本桜ホール）
- Cutie Honey Emotional（2020年2月6日 - 9日、サンシャイン劇場） - アルフォンヌ 役
  - キューティーハニー The Live〜秋の文化祭〜（2020年9月30日 - 10月4日、シアター1010） - アルフォンヌ 役
  - キューティーハニー CLIMAX（2021年6月17日 - 20日、シアター1010） - アルフォンヌ 役

### CM
- 美SPA エステ入浴剤「ケイタイ」編
- 東芝クリーナー（OL役）
- 洋服の青山「新しい人生」編
- オンキヨー
- adidas web CM「adizero vs MiniSkirt」（日本語） - YouTubeにて再生100万回を達成[16]
- ABCマート まとめ買い10%OFF (2011年11月9日 - 11月13日)
- Y!mobile「カーリング1480」編
- スマホゲーム「マフィアシティ」
- すこやか工房 - マカDX

### スマートフォンアプリ
- PUFF! for iPhone（1st Avenue、2009年9月30日 - 配信停止中） - スカートめくりアプリのiPhone版
- 節煙タイマー 美女応援編（FJイデアス、2010年1月28日） - ゆっかが節煙を応援してくれるiPhoneアプリの有料版
- 節煙タイマー Lite版（FJイデアス、2010年2月23日） - ゆっかが節煙を応援してくれるiPhoneアプリの無料版
- PUFF! for Android（1st Avenue、2010年4月1日 - ） - スカートめくりアプリのAndroid版
- 熱犬通信 for Android - グラビア「かいじゅうガール」（講談社、2011年9月22日 - 10月5日）
- ゆっきーな for iPhone/Android（パシフィックボイス、2011年11月4日 - ）

### モデル
- 楽天市場 Embellir・バック館 （日本語） - 専属モデル
- 東京ゲームショウ 2011（2011年9月15日 - 9月18日） - カプコンブース・ナビゲーターアシスタント

## ディスコグラフィ

### シングル
| 枚                      | 発売日                  | タイトル                |
| 日本コロムビア レーベル | 日本コロムビア レーベル | 日本コロムビア レーベル |
| ----------------------- | ----------------------- | ----------------------- |
| 1st                     | 2012年4月1日            | 涙のエイプリルフール    |

- 誰より好きなのに - スパルタンMXで結成されたユニット「くすまさんしまい」名義でのカバー。『pupa』『てれびらいだぁす!』のエンディングテーマとして使用

## 作品

### イメージビデオ
- 見ちゃイヤっ！ 〜そよ風の悪戯〜（2010年3月26日、講談社）
- Lilium（2018年1月26日、エスデジタル）
- スカートふわり（2018年7月25日、outvision）

## 受賞
- フォトジェニックジャパンコンテスト2011 - 準グランプリ
- 夕刊フジ ZAKZAK THE QUEEN 2011 - 1st STAGE ノミネート (2011年9月7日 - )